# Leptogenys zapyxis
Leptogenys zapyxis é uma espécie de formiga do gênero Leptogenys, pertencente à subfamília Ponerinae.